# Filipeni (okręg Bacău)
Filipeni – wieś w Rumunii, w okręgu Bacău, w gminie Filipeni. W 2011 roku liczyła 672 mieszkańców.